# キプロス中央銀行
キプロス中央銀行（キプロスちゅうおうぎんこう、ギリシア語: Kεντρικη Τραπεζα της Κυπρου, トルコ語: Kıbrıs Merkez Bankası）は、キプロス共和国の中央銀行。ニコシアに置かれている。1963年設立。クリストドゥロス・パツァリデスが総裁を務める。
2008年にキプロスでユーロが導入されるまで、キプロス・ポンドの紙幣と貨幣を発行していた。

## 総裁
総裁は中央銀行の理事会、役員会の議事進行を務め、キプロス経済に関して中央銀行としての政策を決定してきた。その後2008年1月1日に通貨ポンドがユーロに切り替わったことを受け、これら総裁の職務は欧州中央銀行総裁が担うことになる。
キプロス中央銀行総裁は欧州中央銀行の政策理事会を構成する1人である。